# Кощій В'ячеслав Михайлович
Кощій В`ячеслав Михайлович (28 грудня 1938 року, м. Харків — 9 квітня 2005 року, м. Полтава) - український композитор, випускник Уральської державної консерваторії, член Бюро Полтавського відділення Всеукраїнської музичної спілки, голова Об`єднання самодіяльних композиторів Полтавщини (1980-2002 рр)

## Творчість
У творчому доробку композитроа - сольні і ансамблеві пісні, хорові і інструментальні твори, музика до вистав і кіно. Чимало творів цього композитора увійшли до репертуару творчих колективів Полтавщини, виконувались Народною артисткою України  Раїсою Кириченко, Заслуженими артистами України В. Гостіщевим, І. Птушкіним, Т. Садохіною, друкувалися в збірках композиторів та поетів-піснярів Полтавщини. Вічний поклик кохання відчувається в творах композитора й відлунюється в серцях виконавців і слухачів, що зазнали це велике почуття.
|  | "Співоча музика В`ячеслава Кощій відмічає серйозну і вдумливу роботу над музичним переусвідомленням скрупульозно відібраного поетичного тексту. Виражальні засоби музики підкоряються йому, як підкоряється палітра фарб натхненню художника. Мелодії завжди ідуть за словом, передаючи витончені інтонації мови, а їх гармонічний одяг - доречний, точно підігнаний..."- |

Заслужений діяч мистецтв України Герман Юрченко

## Збірки
В. Кощій "На крилах весен. Вибрані пісні, романси, хори" - Полтава: ПФ "Форміка", 2004. - 134с.